# Petit Marché (Niamey)

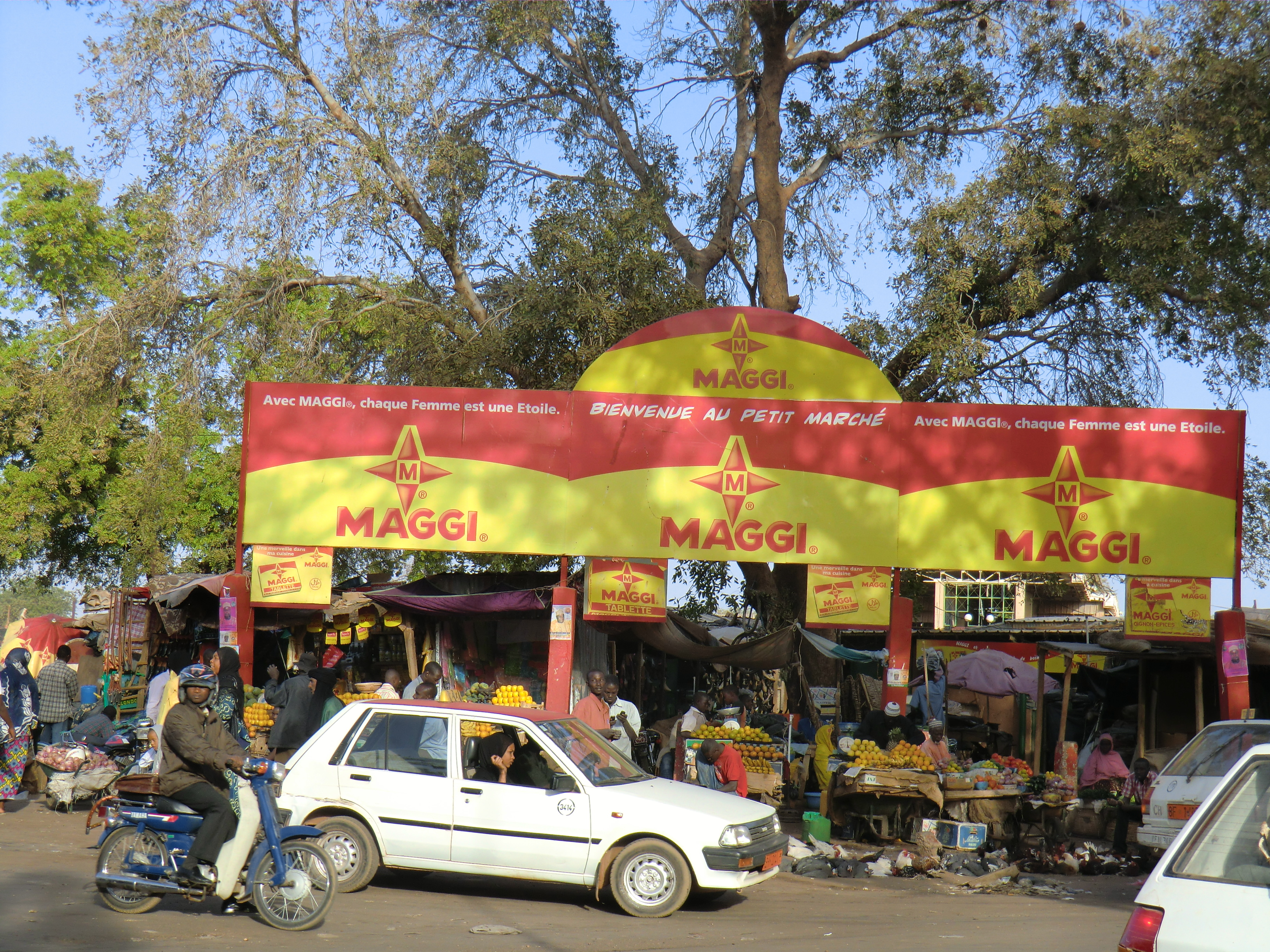
Eingang zum Petit Marché (2011)

Der Petit Marché, auch Habou-Ganda, ist ein Markt in Niamey in Niger.

## Lage und Charakteristik
Der Markt liegt beim Rathaus von Niamey im Stadtviertel Maourey des Arrondissements Niamey II. Die französische Bezeichnung Petit Marché bedeutet „kleiner Markt“. Sein Name auf Zarma lautet Habou-Ganda, was „unterer Markt“ heißt. Damit ist der Petit Marché das Gegenstück zum Grand Marché („großer Markt“) in Niamey, der auf Zarma als Habou-Béné („oberer Markt“) bezeichnet wird.
Architektonisch wurde der Petit Marché als Mischform zwischen dem modernen Grand Marché und dem traditionelleren Marché de Katako gestaltet. Für Luxuswaren wurden Läden aus Zement errichtet, während die Lebensmittelhändler in Schuppen und entlang der großen Wege Aufstellung nahmen oder sich für mobile Läden für das Durchstreifen des Marktgeländes auf der Suche nach Kunden entschieden.

## Geschichte

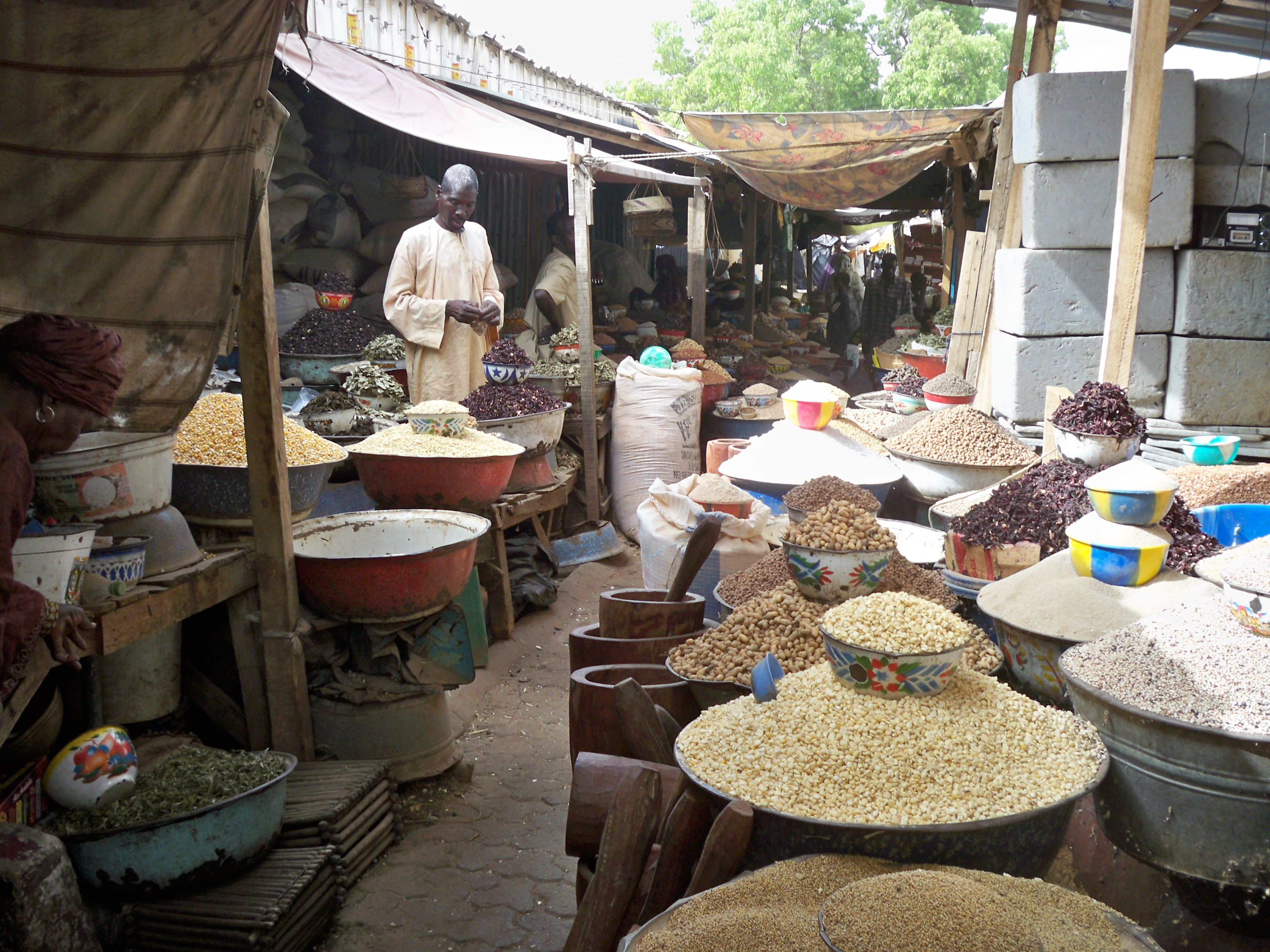
Im Inneren des Petit Marché (2010)

Der Petit Marché wurde 1929 unter französischer Kolonialverwaltung gegründet und gilt als ältester Markt von Niamey. In den 1950er Jahren hatte sich rund um den Markt eine gemischte Bevölkerung aus libanesischen Händlern und zugezogenen Hausa und Fulbe angesiedelt. Der Markt wurde auch Marché de huit heures („Acht-Uhr-Markt“) genannt, da es lange Zeit üblich war, dass er bereits um acht Uhr morgens schloss und die Händler weiter zum Grand Marché zogen, der bis in die Abendstunden geöffnet hatte.
Im Jahr 1996 wurde der Petit Marché saniert. Ein Feuer zerstörte 2012 das Gelände in seiner bisherigen Form. Das Marktgeschehen verlagerte sich daraufhin in ein Gebiet westlich des ursprünglichen Platzes, wo Minimalstandards bezüglich Hygiene und Sicherheit nicht länger gewährleistet werden konnten.

## Warenangebot
Die Spezialität des Marktes sind der Verkauf von Obst und Gemüse. Diese stammen aus Anbaugebieten sowohl in den Vororten von Niamey als auch im weiteren Umkreis, so aus Torodi im Westen der Stadt und aus Regionen entlang des Flusses Niger, flussaufwärts bis Tillabéri und flussabwärts bis Gaya. Der Petit Marché ist insbesondere für Obst- und Gemüse-Großhändler von Bedeutung. Daneben werden andere Produkte des täglichen Gebrauchs verkauft.